# 小行星3345
小行星3345（英語：3345 Tarkovskij）是一颗围绕太阳公转的小行星。1982年12月23日，柳德米拉·卡拉季奇在克里米亚发现了此天体。
这颗小行星的绝对星等为194.52087等。